# Fumana ericoides
Espèce
Fumana ericoides, le Fumana fausse bruyère, est une plante ligneuse de la garrigue méditerranéenne.

## Description
Le Fumana fausse bruyère est un sous-arbrisseau, de 10-20cm de hauteur, d'un port similaire à Fumana procumbens mais plus robuste, plus ascendant et parfois dressé. Il ressemble, à l'état stérile, à une bruyère. Ses feuilles étroites, épaisses, en forme d'aiguille sans stipules, sont toutes alternes; les fleurs, jaunes, sans bractées, sont solitaires. Capsule à 12 graines, sur un pédicelle recourbé à nombreux poils glanduleux.

## Sous-espèce
Selon Tropicos (1 septembre 2014) :
- Fumana ericoides subsp. montana (Pomel) Gümes & Muñoz Garm.